# SV Zeist in het seizoen 1958/59
Het seizoen 1958/1959 was het vierde jaar in het bestaan van de Zeistse betaaldvoetbalclub Zeist. De club kwam uit in de Tweede divisie A en eindigde daarin op de 13e plaats. Tevens deed de club mee aan het toernooi om de KNVB beker, hierin werd de club in de eerste ronde uitgeschakeld door Celeritudo (1–2).

## Wedstrijdstatistieken

### Tweede divisie A
|       | Baronie | DHC   | DOSKO | EBOH  | EDO   | 't Gooi | Hilversum | LONGA | ONA   | UVS   | De Valk | Velox | Xerxes | Wilhelmina |
| ----- | ------- | ----- | ----- | ----- | ----- | ------- | --------- | ----- | ----- | ----- | ------- | ----- | ------ | ---------- |
| Thuis | 1 – 0   | 0 – 1 | 4 – 1 | 5 – 1 | 1 – 1 | 1 – 4   | 0 – 4     | 2 – 3 | 3 – 1 | 0 – 2 | 3 – 3   | 1 – 1 | 4 – 4  | 0 – 2      |
| Uit   | 0 – 2   | 3 – 2 | 3 – 2 | 4 – 0 | 2 – 4 | 6 – 1   | 8 – 2     | 4 – 0 | 3 – 1 | 3 – 4 | 4 – 0   | 2 – 2 | 6 – 2  | 3 – 1      |

### KNVB beker
| 1e ronde                                | Zeist            | 1 – 2 (1 – 0) | Celeritudo                         |
| 1 januari 1959 Plaats: Zeist De Koeburg | Bertus Sluyk 40' |               | 72' Arnold Kassing 80' Chris Oomen |

## Statistieken Zeist 1958/1959

### Eindstand Zeist in de Nederlandse Tweede divisie A 1958 / 1959
| Stand | Gespeeld | Gewonnen | Gelijk | Verloren | Punten | Doelpunten voor | Doelpunten tegen |
| ----- | -------- | -------- | ------ | -------- | ------ | --------------- | ---------------- |
| 13e   | 28       | 7        | 5      | 16       | 19     | 48              | 79               |

### Topscorers
| #      | Naam               | Goal |
| ------ | ------------------ | ---- |
| 1.     | Piet de Jongh      | 9    |
| 2.     | Gerrie Keizer      | 8    |
| 2.     | Teus van Rheenen   | 8    |
| 4.     | Hans Alleman       | 5    |
| 5.     | Teun Bos           | 3    |
| 5.     | Jan van Delft      | 3    |
| 5.     | Henk Olthof        | 3    |
| 8.     | Evert van de Eshof | 2    |
| 8.     | Kees van der Meij  | 2    |
| 10.    | Jan Jansen         | 1    |
| 10.    | Jan van de Meent   | 1    |
| 10.    | Bertus Sluyk       | 1    |
| 10.    | Ad Soesbergen      | 1    |
| 10.    | Nico Uittewaal     | 1    |
| Totaal | Totaal             | 48   |

| #      | Naam         | Goal |
| ------ | ------------ | ---- |
| 1.     | Bertus Sluyk | 1    |
| Totaal | Totaal       | 1    |